# Florian Ceynowa

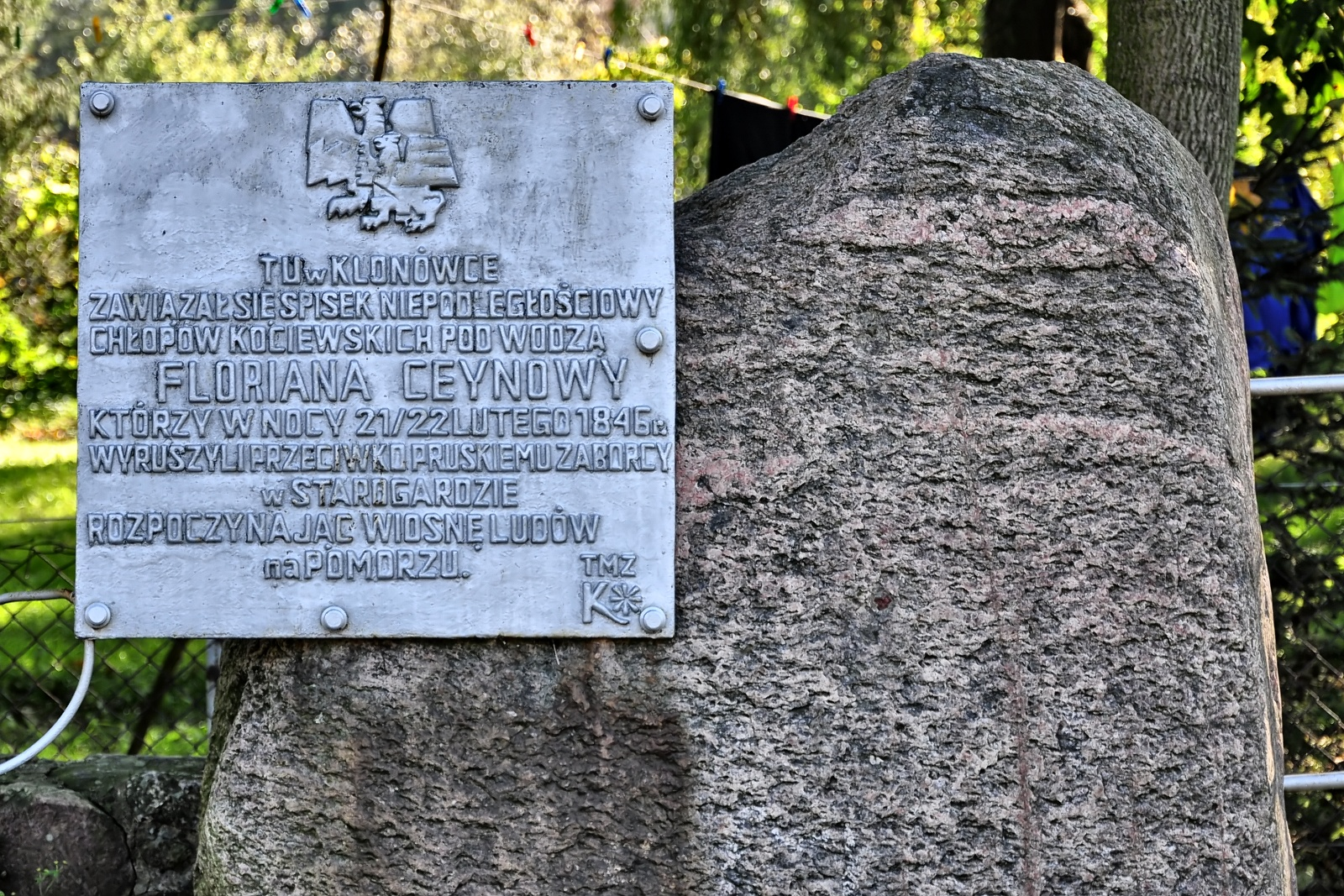
Tablica w Klonówce, upamiętniająca udział Floriana Ceynowy w powstaniu wielkopolskim 1846 roku

Florian Stanisław Wenanty Ceynowa (kasz. Florión Cenôwa), znany także jako Cejnowa (ur. 4 maja 1817 w Sławoszynie w powiecie puckim, zm. 26 marca 1881 w Bukowcu k. Świecia) – lekarz, pierwszy kaszubski działacz społeczny i narodowy, pisarz, publicysta, wydawca, badacz folkloru i języka kaszubskiego, twórca pisowni kaszubskiej i pierwszych kaszubskich utworów literackich, zwany „budzicielem Kaszub”.

## Życiorys

### Lata młodzieńcze
Florian Stanisław Wenanty Ceynowa, syn rolnika Wojciecha Ceynowy i Magdaleny z d. Pienczen urodził się 4 maja 1817 we wsi Sławoszyno k. Krokowej w powiecie puckim. Był przedostatnim z dziewięciorga rodzeństwa. Od 1824 lub 1825 do 1830 uczęszczał do szkoły podstawowej w rodzinnej wsi, a potem trafił do Królewskiego Gimnazjum Katolickiego w Chojnicach. Dziewięcioletni program szkoły zrobił w lat jedenaście (1830–1841), być może z powodu obciążenia nauką. Zdobył rozległą wiedzę, m.in. z zakresu języków staro- i nowożytnych. Mieszkał na kilku stancjach i być może również w tzw. konwikcie. W szkole należał do tajnego kółka filomackiego „Polonia”, miał go też pasjonować Mickiewicz. Na początku sierpnia 1841 zdał dwudniowe egzaminy końcowe, a 21 sierpnia 1841 otrzymał świadectwo dojrzałości.
Planował studia teologiczne i karierę księdza. 22 grudnia 1841 zapisał się jednak na wydział filozoficzny Uniwersytetu Wrocławskiego, a 7 stycznia 1842, przeniósł na jego wydział medyczny, gdzie studiował prawie rok. Otrzymywał stypendium poznańskiego Towarzystwa Naukowej Pomocy, acz miewał problemy finansowe. Przynajmniej dwukrotnie zmieniał w mieście stancje. Opuścił je najprawdopodobniej po konfliktach ze swymi wierzycielami.

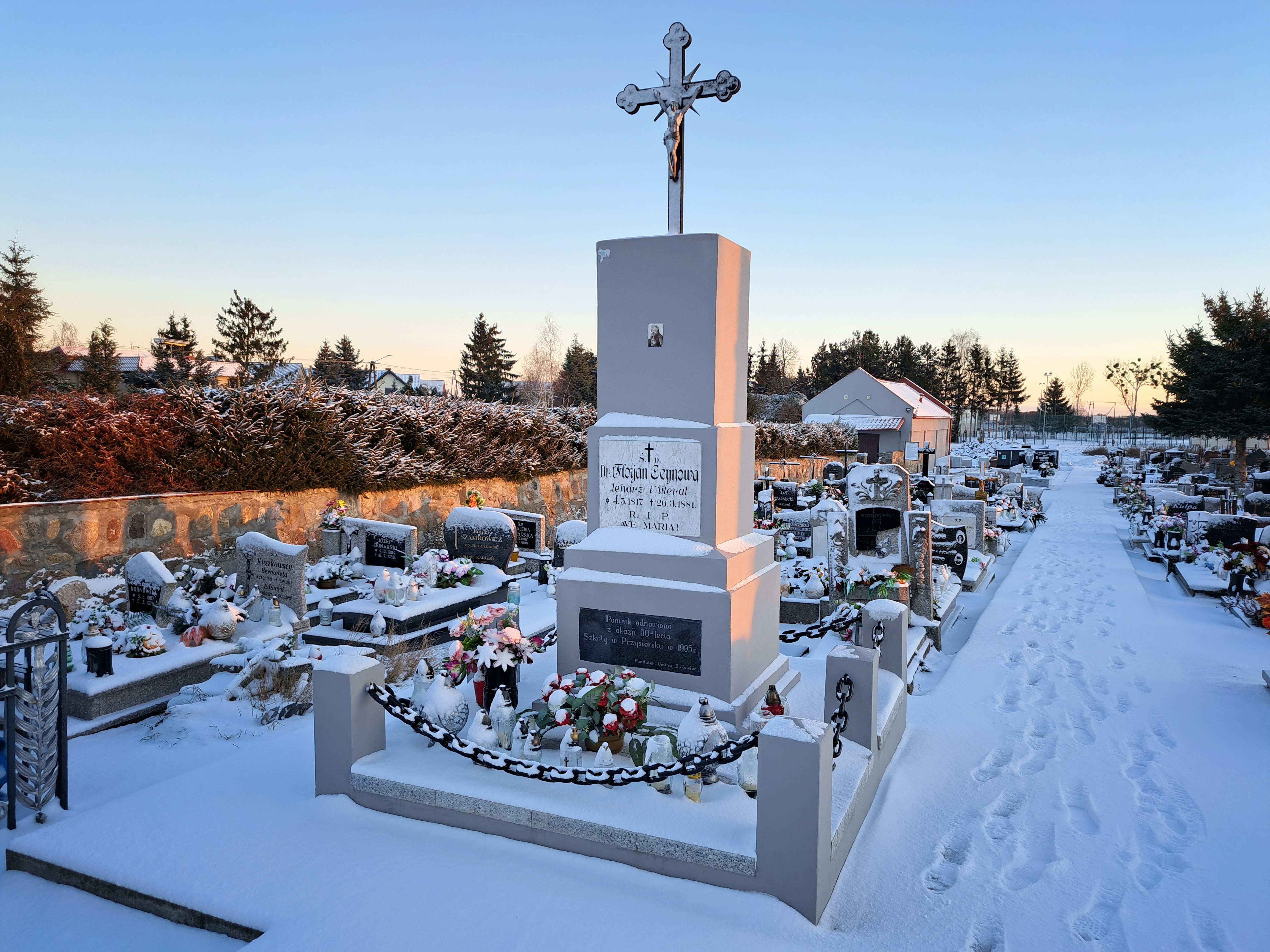
Grób Floriana Ceynowy na cmentarzu parafialnym w Przysiersku (2025)

We Wrocławiu, Ceynowa zetknął się z prądami słowianofilskimi, które rozsiewali tam m.in. fizjolog prof. Jan Evangelista Purkyně (również dziekan wydziału) oraz slawista František Ladislav Čelakovský. W maju 1842 został członkiem tamtejszego Towarzystwa Literacko-Słowiańskiego. Na jego zebraniu 17 czerwca 1843 przedstawił referat O stanie teraźniejszym germanizacji Kaszub. W wersji niemieckiej, jako Die Germanisirung der Kaschuben, stał się on pierwszą publikacją Ceynowy. Artykuł doczekał się szybko dwóch przedruków, a jego autor – dyplomu od Towarzystwa. W 1843 opublikował on – z rekomendacją Purkyněgo – w dwujęzycznym warszawskim piśmie „Jutrzenka. Przegląd słowiański – Дънница. Словянское oбозрънiе” dwie impresje na temat obyczajów kaszubskich: Wiléjá Noweho Roku i Szczōdráki. Te pierwsze drobiazgi literackie w języku kaszubskim również potem przedrukowywano w prasie i wykorzystywano w publikacjach naukowych.
9 sierpnia 1843 młody student opuścił Uniwersytet Wrocławski, a 31 października 1843 zapisał się na uniwersytet w Królewcu, czyli Albertinę. Tam zaliczył służbę wojskową, do której zgłosił się ochotniczo i którą odbył jako chirurg w latach 1843–1844, oraz 5 semestrów medycyny. Prawdopodobnie otrzymywał stypendium wojskowe.

### Działalność powstańcza
W Królewcu Florian Ceynowa związał się z kręgami patriotycznych konspiratorów. W styczniu 1846 przeprowadzono u niego rewizję i wezwano na przesłuchanie. W efekcie Ceynowa otrzymał zakaz wyjazdu z miasta. 19 lutego 1846 naruszył ten zakaz i udał się do Klonówki k. Starogardu Gdańskiego, by przygotowywać atak na koszary pruskie w tym mieście, który miał być częścią powstania gen. Ludwika Mierosławskiego. Ceynowa został dowódcą ok. stuosobowego oddziału powstańczego. Atak, przewidziany w nocy z 21 na 22 lutego 1846, nie nastąpił, gdyż siły pruskie zostały uprzedzone i zawczasu zorganizowały obronę, a oddział polski – dość słaby i pozbawiony elementu zaskoczenia – był bez szans. Ceynowa rozwiązał gromadę i ukrył się. Wydano za nim list gończy, a 6 marca 1846 aresztowano go na drodze z Sianowa do Staniszewa.
Ceynowa siedział najpierw w więzieniach w Starogardzie i Grudziądzu, a od listopada 1846 – w berlińskim Moabicie. Po kilku miesiącach śledztwa, na które Ceynowa narzekał i złożył skargę, 2 sierpnia 1847 rozpoczął się proces niedoszłych powstańców, w którym zaliczono go do głównych przywódców insurekcji i 17 listopada 1847, wraz z 7 innymi osobami, skazano na karę śmierci przez ścięcie toporem. 6 marca 1848 w drodze łaski król pruski karę tę zamienił na dożywotnie pozbawienie wolności, a w wyniku rewolucji marcowej 20 marca 1848 więźniów objęła amnestia. Najprawdopodobniej jeszcze tego samego dnia tłum ich uwolnił.

### Studia etnograficzne i pierwsze wydawnictwa kaszubskie
W lutym 1848 Ceynowa – jeszcze jako więzień – nawiązał korespondencję z Towarzystwem Historii i Starożytności Pomorskich (Gesellschaft für Pommersche Geschichte und Alterthumskunde) w Szczecinie. Przesyłał mu m.in. informacje o Kaszubach i ich języku oraz pierwszy kaszubski utwór literacki – dialog pt. Krotochwilno rozmòwa Pòlocha z Kaszebą. Otrzymał tytuł członka korespondenta tej instytucji. Współpraca ta zainspirowała go do kilku tłumaczeń, pracy nad słownikiem kaszubsko-niemieckim i gromadzenia informacji etnograficznych, które również potem opublikował.
Dwa miesiące po uwolnieniu Florian Ceynowa otrzymał paszport i wybrał się przez Puck do Poznania, by wspomóc tam walczących powstańców. Nie otrzymał jednak zgody na pobyt i skierował się do Królewca, żeby załatwić swe sprawy studenckie. W l. 1848–1850 mieszkał u swej siostry Łucji Kadau w Pucku. Potem służył jako lekarz w pruskim regimencie artylerii w Gdańsku (1850–1851), gdzie mieszkał przy ul. św. Ducha.
7 marca 1850 w chełmińskim tygodniku „Szkoła Narodowa” opublikował artykuł Kaszebji do Pólochov, podpisawszy go pseudonimem Wójkasin, w której stwierdził, że brak znajomości języka polskiego wśród Kaszubów wynika z braku jego nauczycieli (czym władze niemieckie, kler i polska szlachta nie byli zainteresowani). W następnym numerze ogłosił swe luźne rozważania Wó narodowosce a wó mówie. Teksty te spotkały się od razu z krytyką (traktowano je jako przejaw separatyzmu), ale Ceynowa, niezniechęcony, jeszcze w tym samym roku napisał i własnym kosztem wydrukował cztery kaszubskie publikacje, dając początek literaturze kaszubskiej. Były to: Xążeczka dlo Kaszebov, Kile słov wó Kaszebach e jich zemi, Rozmova Pólocha s Kaszebą (lekko przeredagowana) i Trze rosprave. W 1851 ogłosił kilka szkiców etnograficznych, przedrukowano też jego teksty z „Jutrzenki”.
Książeczki i osoba Ceynowy zainteresowały m.in. naukowców z Cesarskiej Akademii Nauk w Petersburgu, z którymi w sierpniu 1850 nawiązał kontakt i rozpoczął korespondencję. W 1851 zrecenzował obszerne uwagi nt. języka kaszubskiego, zredagowane przez prof. Izmaiła Sriezniewskiego, a nadesłane przezeń teksty kaszubskie już w 1852 znalazły się w zbiorze słowiańskich przykładów językowych. Został uznany za znawcę kaszubskiej mowy i stał się wkrótce znaczącą postacią słowiańskiego świata naukowego. Na kilka lat zaraził się też rosyjskim panslawizmem. Latem 1856 przyjął w domu rosyjskiego badacza Aleksandra Hilferdinga, z którym m.in. odbył kilkudniową podróż na Pomorze. W 1867 zaproszono Ceynowę na zjazd słowiański w Moskwie, połączony z wystawą etnograficzną, na którą posłał on swe materiały. W trakcie imprezy rozczarował się jednak do oficjalnej wersji rosyjskiego panslawizmu.

### Praca zawodowa i rodzina
Studia medyczne Ceynowa ukończył najprawdopodobniej w Berlinie. 11 grudnia 1851 na tamtejszym Uniwersytecie im. Fryderyka Wilhelma obronił pracę doktorską z medycyny pt. De Terrae Pucensis incolarum superstitione in re medica. W lipcu 1852 przyjął propozycję hr. Franciszka Czapskiego i został lekarzem w jego dobrach w Bukowcu, położonym na zachód od Świecia. Szybko zaprzyjaźnił się ze swym pryncypałem, a potem – też prędko – poróżnił, gdy pod koniec 1854 obciążono go winą za śmierć 18-letniej córki Czapskich Zofii. Hrabia starał się o odebranie doktorowi tytułu i prawa do praktyki lekarskiej, której Ceynowa jednak nie przerwał.
W 1853 Ceynowa został członkiem Towarzystwa Pomocy Naukowej dla Młodzieży Prus Zachodnich i do śmierci płacił spore pieniądze na stypendia dla biednych uczniów i studentów. Na początku 1855 nabył 20-hektarowe gospodarstwo w Bukowcu. Prowadził tam też aptekę.
Do pomocy w gospodarstwie najął Rozalię Tarnowską (1834–1917), z którą miał czworo dzieci: syna Wojciecha i córki Marię Magdalenę, Bronisławę i Martę. Pod koniec życia Ceynowa prawnie uznał je za swoje. Bronisława odziedziczyła gospodarstwo po swym ojcu.
W latach 60. XIX wieku Florian Ceynowa ustabilizował swe życie, zarówno na polu rodzinnym, jak i naukowym. W 1861 był w Pradze i na Łużycach, a w 1862 objechał Kaszuby. W okresie powstania styczniowego był pod nadzorem pruskiej policji. Na przełomie 1865/1866 zjawił się w Oliwie, a podobno bywał też w tych latach m.in. w Wejherowie i Kartuzach, gdzie miał agitować młodzież „prorosyjsko”. Próbował samotnie zakładać jakieś szersze organizacje, co jednak nie wypaliło.

### Publikacje kaszubskie
W latach 60. XIX wieku Ceynowa wydał kilka śpiewników, katechizm luterański i porady lekarskie, wznowił też niektóre wcześniejsze swe teksty. Zasilił rosyjskie i czeskie publikacje etnograficzne. W całości napisał i wydał dwa roczniki czasopisma „Skôrb Kaszébsko-słovjnskjè mòvé”, które ukazały się w 1866 i 1868 w Świeciu, a jego numer trzynasty w 1879, prawdopodobnie w Poznaniu. Zawiera ono bogaty materiał historyczny, literacki, etnograficzny, a nawet polityczny, jest też dogłębnie studiowane przez pokolenia badaczy kaszubszczyzny i kaszubskiej prasy. W 1879 Ceynowa również wydał w Poznaniu Zarés do Grammatikj Kaŝébsko-Słovjnskjè Mòvé, czyli napisaną po niemiecku, prawdopodobnie w latach 50. XIX wieku, gramatykę języka kaszubskiego. Pod koniec wieku XX jej poprzednią wersję odnalazł w rosyjskich zbiorach i opracował prof. Aleksander Dmitriewicz Duliczenko.
Ceynowa nie miał fachowego przygotowania etnograficznego, ale nadrabiał pracowitością, pasją i intuicją. Poruszał się po niezbadanym terenie, postępował niekiedy po omacku oraz popełniał błędy. Pisownię swych dzieł kilkakrotnie zmieniał i stopniowo komplikował. Starał się oddać brzmienie, bogactwo i subtelności języka kaszubskiego oraz odróżnić go od polszczyzny, ale nie dbał o przejrzystość i czytelność swych tekstów. Na samych Kaszubach mało go czytano i rozumiano, tym bardziej że ostro krytykował wiodące warstwy społeczne: szlachtę i kler, zarzucając im uleganie germanizacji, nieróbstwo i marnotrawstwo oraz poniżanie chłopów. Jemu samemu zarzucano odrywanie Kaszubów od sprawy polskiej, co nigdy nie było jego celem, przeciwnie, sam określił język kaszubski jako narzecze języka polskiego.
Jako lekarz bezpłatnie leczył i zaopatrywał w lekarstwa wiejską biedotę, a otrzymywane honoraria, gdy wydawały mu się zbyt wysokie w części zwracał.
Jego działalność nie przyniosła mu uznania ani zaszczytów. Tak za życia, jak i później atakowano i oczerniano Ceynowę w prasie, głównie katolicko-narodowej. Florian Ceynowa zmarł na zawał serca 26 marca 1881 w Bukowcu, a 31 marca 1881 spoczął na cmentarzu w pobliskim Przysiersku. Na jego grobie można przeczytać: Ś.p. Dr. Florjan Ceynowa / lekarz i literat.

## Dziedzictwo i upamiętnienie

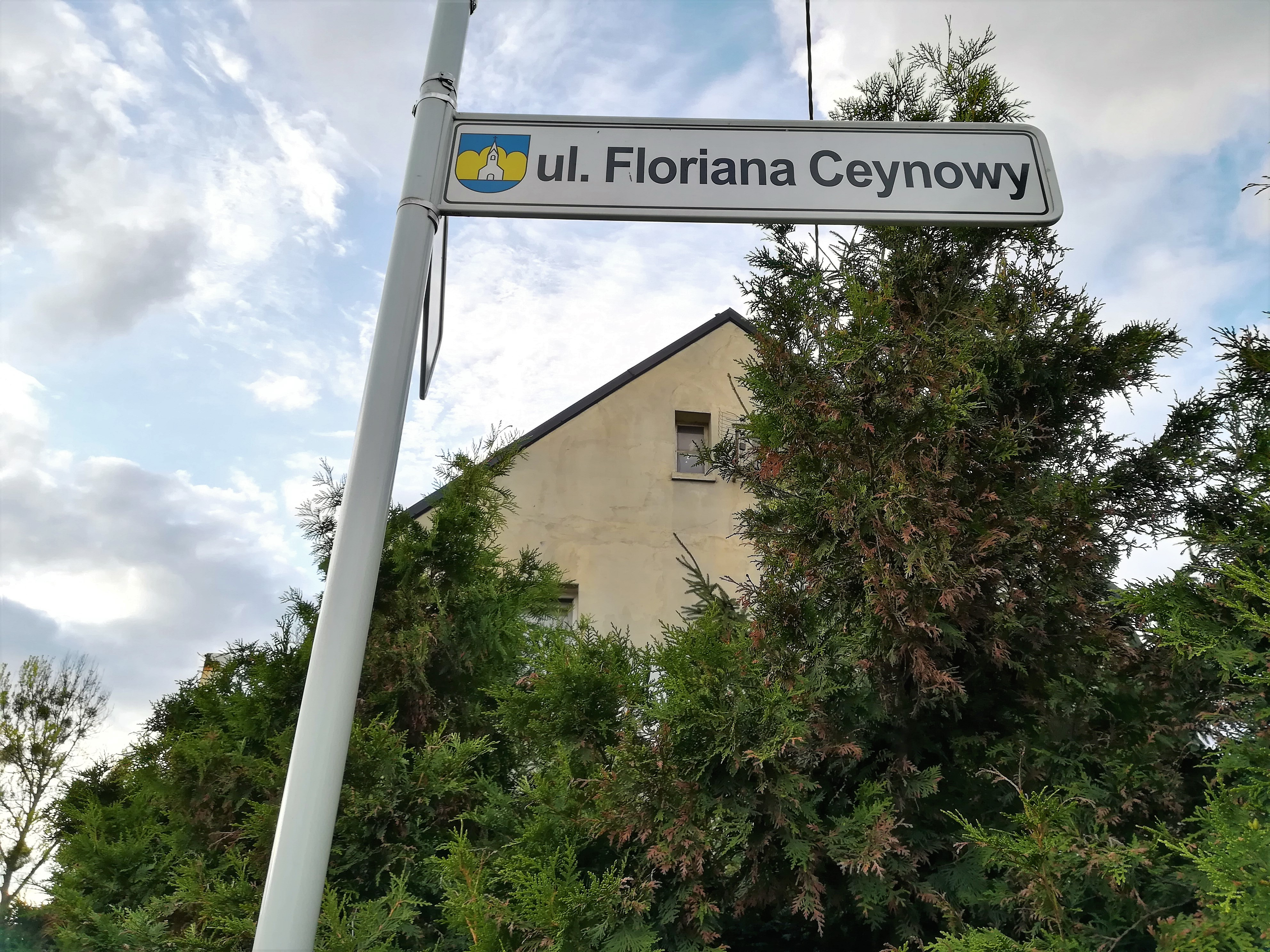
Ulica F. Ceynowy w Redzie

Hieronim Derdowski po śmierci „budziciela Kaszub” napisał o nim serdeczny wiersz Wojkasyn ze Sławoszena (Dr. Floryan Ceynowa). Do postaci Ceynowy nawiązali działacze Towarzystwa Młodokaszubów. Aleksander Majkowski poświęcił mu kilka artykułów, zaś Jan Karnowski napisał jego pierwszą większą biografię pt. Dr. Florjan Ceynowa oraz kilka dedykowanych mu wierszy. W latach 30. Ceynowę popularyzowali działacze Zrzeszenia Regjonalnego Kaszubów, m.in. na łamach pisma „Zrzesz Kaszëbskô”: Ferdynand Bieszk, Stefan Bieszk, Aleksander Labuda, Jan Rompski i Jan Trepczyk, a także niezależny publicysta Leon Roppel.
Po II wojnie światowej badaniem i popularyzacją życia i twórczości Floriana Ceynowy zajęli się m.in. Lech Bądkowski, Andrzej Bukowski, Tadeusz Cieślak, Damroka Majkowska i Paweł Smoczyński. Franciszek Fenikowski stworzył literacką biografię Ceynowy w powieści Zapadły zamek (1958). W latach 60. Leon Roppel przygotował szkic biografii i bibliografię prac Ceynowy. Natomiast pierwsze wznowienie jego podstawowych prac wyszło dopiero w 1985 r.
Pod koniec XX w. ożywiło się zainteresowanie Florianem Ceynową w kręgach naukowych. Prof. prof. Hanna Popowska-Taborska, Zygmunt Szultka i Aleksander Dmitriewicz Duliczenko odkryli i opublikowali jego rękopisy, a prof. Jerzy Treder zredagował wznowienia jego publikacji. W 2009 Ireneusz Pieróg opublikował pierwszą biografię „budziciela Kaszub” pt. Florian Stanisław Ceynowa – życie i działalność. W związku ze 130. rocznicą jego śmierci Zrzeszenie Kaszubsko-Pomorskie ogłosiło rok 2011 Rokiem Floriana Ceynowy. Gimnazjum Publiczne im. Pisarzy Kaszubsko-Pomorskich w Luzinie wybrało Ceynowę patronem roku szkolnego 2010/2011.
Imię Floriana Ceynowy noszą m.in. Szkoła Podstawowa w Sierakowicach, Zespół Szkół Technicznych w Kartuzach, I Liceum Ogólnokształcące w Świeciu, Miejska Biblioteka Publiczna w Rumi, Dom Kultury w Sławoszynie, Muzeum Ziemi Puckiej w Pucku i Szpital Specjalistyczny w Wejherowie. Na jego cześć nazwano też statek pełnomorski oraz ulice m.in. w Bojanie, Brusach, Bukowcu, Bydgoszczy, Bytowie, Chojnicach, Chwaszczynie, Czersku, Gdańsku, Gdyni, Jastarni, Kartuzach, Kościerzynie, Lęborku, Luzinie, Orlu, Pucku, Redzie, Rumi, Sierakowicach, Sopocie, Tucholi, Wejherowie i we Władysławowie, w większości krótkie i/lub peryferyjne. W Szczecinie znajduje się Wzgórze Ceynowy.

## Publikacje
Lista ważniejszych prac Floriana Ceynowy:
- Wiléjá Noveho Roku, „Jutrzenka. Przegląd słowiański”, Warszawa 1843
- Szczōdráki, „Jutrzenka. Przegląd słowiański”, Warszawa 1843
- Die Germanisirung der Kaschuben (Germanizacja Kaszubów), „Jahrbücher für slawische Literatur, Kunst und Wissenschaft”, Lipsk 1843
- Kaschubische Orts- und Volksnamen (Kaszubskie nazwy miejscowe i szczepowe), „Jahrbücher für slawische Literatur, Kunst und Wissenschaft”, r. 2, nr 3, Lipsk 1844
- Novorocznik Kaszébsko-Słowjański 1848, z. 1 i 2, [w:] F. Ceynowa, Teksty więzienne, Wejherowo-Puck 2004
- Ein Beitrag zur Kenntniss der Kaschubischen Sprache (Przyczynek do poznania języka kaszubskiego), „Jahrbücher für slawische Literatur, Kunst und Wissenschaft”, r. 6, nr 7, Lipsk 1848
- Kaszebji do Pólochov, „Szkoła Narodowa”, Chełmno 1850
- Wó narodowosce a wó mówie, „Szkoła Narodowa”, Chełmno 1850
- Xążeczka dlo Kaszebov przez Wójkasena, Gdańsk 1850
- Kile słov wó Kaszebach e jich zemi przez Wójkasena (...). Tudzież rzecz o języku kaszubskim ze zdania sprawy Prajsa, Kraków 1850
- Rozmova Pólocha s Kaszebą(...), Gdańsk 1850. gutenberg.org. [zarchiwizowane z tego adresu (2020-05-29)]. [dostęp 2009-10-21]
- Trze rosprave przez Stanjisława, wóros Kile słov wó Kaszebach e jich zemji przez Wójkasena, Kraków 1850 [1851?]
- Eine kleine Sammlung kaschubischer Wörter, welche eine größere Ähnlichkeit mit der rußischen als mit der polnischen Sprache haben (Mały zbiór wyrazów kaszubskich, wykazujących większe podobieństwo z językiem rosyjskim aniżeli polskim, 1850), [w:] F. Ceynowa, Mały zbiór wyrazów kaszubskich, Wejherowo-Rumia-Pelplin 2001
- Móje spóstrzeżenjo prze przezeranju wuvog Ismaela Sreznjevskjeho nad mówą kaszebską, [w:] F. Ceynowa, Uwagi o kaszubszczyźnie, Wejherowo-Rumia-Pelplin 2001
- De Terrae Pucensis incolarum superstitione in re medica (O przesądach mieszkańców Ziemi Puckiej w sprawach medycznych, 1851), „Gryf” Gdańsk 1911, tłum. pol.: „Rocznik Muzeum Narodowego Rolnictwa w Szreniawie”, t. 13 (1983)
- Pjnc głovnech wóddzałov Evangjelickjeho Katechizmu (...). V dodatku: Spóvjedz e Nobóżenstwo codzenne, Świecie 1861
- Kurze Betrachtungen über die kaßubische Sprache, als Entwurf zur Grammatik (Krótkie rozważania na temat języka kaszubskiego jako wstęp do gramatyki, 1859?), Getynga 1998
- Dorade Lekarzkje v rożnech chórobach vevnętrznech, zevnętrznech e półogóvech s dodanjm srodkov ledovech, zabóbónov e guseł tak dovnjeśech jak e teraznjeśech (...), Świecie 1862
- Dwie rozprawy o poddanych Królestwa Polskiego (...), Gdańsk 1866
- Skôrb Kaszébsko-słovjnskjè mové, Świecie 1866, 1868, Poznań (?) 1879
- Cztéry Rozprawy i jednę Szętopórkę (...), [Świecie 1866?]
- Sto frantovek z połudnjovéj częścj Pomorza Kaszubśkjego, osoblivje z zjemj Svjeckjéj, Krajni, Koczevja i Boróv. S dodatkjem trzech prosb na vesele, Świecie [1866?]
- Sbjór pjeśnj śvjatovich, które naród słovjańskj v krolestvje pruskjm śpjewać lubj. Seszit pjervszi. Dumkj i Arije, Gdańsk [1867]
- Sbjór pjesnj svjatovich, które naród słovjanjskj v krolestvje pruskjm spjevacj lubj. Seszit drugj. Krakovjakj, Sjelankj i Marsze, Gdańsk 1868
- Sbjór pjesnj svjatovih, które lud słovjanjskj v królestvje pruskjm spjevacj lubj (...). Se∫it trzecj. Frantóvkj, ∫ętopórkj, Prosjbi na vesele i t. d., Świecie 1878
- Zarés do Grammatikj Kaŝébsko-Słovjnskjè Mòvé, Poznań 1879